# 817-й отдельный разведывательный артиллерийский дивизион
817-й отдельный разведывательный артиллерийский дивизион Резерва Главного Командования — воинское формирование Вооружённых Сил СССР, принимавшее участие в Великой Отечественной войне.
Сокращённое наименование — 817-й орадн РГК. Полевая почта  65348.

## История
На основании Постановления ГКО СССР №1525/cc от 2 апреля 1942г. и Приказа войскам ЗакВО №0066 от 11 апреля 1942г.  1 мая 1942г. началось формирование 817 отдельного армейского разведывательного артиллерийского дивизиона с дислокацией г. Гурджаани Грузинской ССР. Личным составом дивизион комплектовался за счёт реорганизации 136, 350 пап, 40 района авиабазирования батальонов аэродромного обслуживания, 488, 530 и 133 миномётных полков.
Командный состав прибыл в основном из Рязанского и Одесского артиллерийских училищ.
Младший командный состав-специалисты из окружной школы АИР ЗакВО(г. Гурджаани).                 
Формирование было завершено 15 мая 1942г..
В действующей армии с 15.05.1942 по 29.05.1944.
В ходе Великой Отечественной войны вёл артиллерийскую разведку в интересах артиллерии объединений Закавказского,  Северо-Кавказского и  4-го Украинского фронтов.
12 июня 1944 года в соответствии с приказом НКО СССР от 16 мая 1944 года №0019 «Об усилении армий артиллерийскими средствами контрбатарейной борьбы», директивы заместителя начальника Генерального штаба РККА от 22 мая 1944 г. №ОРГ-2/476 817-й орадн обращён на формирование 151 пабр 51-й армии.

## Состав
до октября 1943 года
штат 08/97
- Штаб
- Хозяйственная часть
- батарея звуковой разведки (БЗР)
- батарея топогеодезической разведки (БТР)
- взвод оптической разведки (ВЗОР)
- фотограмметрический взвод (ФГВ)
- артиллерийский метеорологический взвод(АМВ)(до января 1943 года)
- хозяйственный взвод

с октября 1943 года
- Штаб
- Хозяйственная часть
- 1-я батарея звуковой разведки (1-я БЗР)
- 2-я батарея звуковой разведки (2-я БЗР)
- батарея топогеодезической разведки (БТР)
- взвод оптической разведки (ВЗОР)
- фотограмметрический взвод (ФГВ)
- хозяйственный взвод

## Подчинение
| Дата                | Фронт                   | Армия      | Корпус | Дивизия | Бригада | Примечания |
| ------------------- | ----------------------- | ---------- | ------ | ------- | ------- | ---------- |
| 15.05.42 -1.08.42г. | Закавказский фронт      | -          | -      | -       | -       | -          |
| 1.08.42 -16.11.42г. | Закавказский фронт      | 47-я армия | -      | -       | -       | -          |
| 21.11.42-20.12.42г  | Закавказский фронт      | ТОР        | -      | -       | -       | -          |
| 25.12.42-20.11.43г  | Северо-Кавказский фронт | 56-я армия | -      | -       | -       | -          |
| 20.11.43-29.05.44г  | Ставка ВГК              | ОПА        | -      | -       | -       | -          |
| 29.05.44-12.06.44г  | Резерв Ставки ВГК       | 51-я армия | -      | -       | -       | -          |

## Командование дивизиона
Командир дивизиона
- майор Федоренко Григорий Павлович
- майор Мозженко Пётр Сергеевич

Заместитель командира дивизиона
- майор Мозженко Пётр Сергеевич
- капитан Пустовалов Константин Логинович

Начальник штаба дивизиона
- капитан Михайлов Михаил Павлович
- капитан Ильяшенко Иван Васильевич
- капитан Корж Пётр Степанович

Заместитель командира дивизиона по политической части
- капитан Харьковский Дмитрий Георгиевич

Помощник начальника штаба дивизиона
- ст. лейтенант Ильяшенко Иван Васильевич
- ст. лейтенант Изотов Василий Александрович

Помощник командира дивизиона по снабжению
- ст. лейтенант Квитатиани Виктор Степанович

## Командиры подразделений дивизиона
Командир  БЗР
- капитан Пустовалов Константин Логинович
- ст. лейтенант Хомутников Валентин Иванович

Командир 1-й БЗР
- капитан Хомутников Валентин Иванович

Командир 2-й БЗР
- ст. лейтенант Лиференко Анатолий Григорьевич(погиб)
- ст. лейтенант Номоконов Анатолий Венедиктович

Командир БТР
- капитан Санченко Павел Антонович

Командир ВЗОР
- ст. лейтенант Гребенюк Алексей Тарасович

Командир ФГВ
- ст. лейтенант Изотов Василий Александрович
- лейтенант Сендерович Семён Рувимович

Командир АМВ